# Red Alarm
Red Alarm (яп. レッドアラーム Reddo Arāmu) — видеоигра 1995 года в жанре shoot ’em up, разработанная компанией T&E Soft и изданная Nintendo. Игра была выпущена в качестве стартовой игры для игровой системы Virtual Boy. В ней игроку предстоит управлять космическим истребителем и победить армию злобного искусственного интеллекта под названием «KAOS». Игра создана по мотивам игры 1993 года Star Fox и является одной из немногих игр от сторонних разработчиков для Virtual Boy. В отличие от большинства игр для этой приставки, Red Alarm имеет трёхмерную полигональную графику. Однако из-за аппаратных ограничений разработчики могли использовать только каркасные модели, похожие на модели из аркадной игры Battlezone 1980 года. Рецензенты назвали графику Red Alarm запутанной, но некоторые издания назвали её одной из самых приятных игр для Virtual Boy.

## Игровой процесс и сюжет

Игрок сражается с врагами. В нижних углах экрана расположены счётчики щита и скорости. Red Alarm использует красно-чёрную цветовую схему, стандартную для игр Virtual Boy.

Red Alarm — игра жанра shoot ’em up, действие которой происходит в трёхмерной графической среде. Будучи игрой для Virtual Boy, она использует красно-чёрную цветовую палитру и стереоскопическое трёхмерное изображение, глубину которого может регулировать игрок. Действие игры происходит в XXI веке, после 70-летней мировой войны, которая привела к созданию утопического общества без оружия. Искусственная интеллектуальная система обороны под названием «KAOS», которая была использована для окончания войны, становится разумной и создаёт армию, чтобы уничтожить человечество.
Управляя космическим истребителем «Tech-Wing», игрок должен уничтожить силы KAOS и, наконец, его центральный компьютер. Игра разбита на шесть уровней, каждый из которых завершается боем с боссом. Для атаки игрок использует лазерные пушки истребителя Tech-Wing, а для уничтожения бронированных врагов — управляемые ракеты. Щиты на корабле обеспечивают ограниченную защиту от вражеского огня, поэтому очень важно уклоняться. Tech-Wing может маневрировать в любом направлении, а некоторые уровни содержат разветвлённые коридоры и тупики, которые заставляют игроков возвращаться назад. Доступны четыре ракурса камеры — три точки обзора от третьего лица и «вид из кабины» от первого лица. После завершения уровня игрок может посмотреть повтор своего прохождения с разных точек зрения.

## Разработка и выпуск
Игра Red Alarm была издана Nintendo и разработана компанией T&E Soft, одной из немногих сторонних компаний, к которым обратились за разработкой для Virtual Boy. По словам разработчика игровой системы, Гумпэя Ёкои, Nintendo старалась «сохранить как можно больше контроля» над разработкой игр для Virtual Boy, чтобы избежать выпуска низкокачественных игр сторонними компаниями. Хотя T&E Soft была известна своими видеоиграми в тематике гольфа, дизайн Red Alarm был вдохновлён Star Fox, рельсовым шутером для Super Nintendo Entertainment System. В отличие от многих других игр для Virtual Boy, в Red Alarm используется движок, отображающий трёхмерную графику: игровой мир отображается в виде полигональных изображений с каркасными моделями, как в аркадной игре Battlezone 1980 года. Из-за ограниченности технологических возможностей приставки полноценная трёхмерная графика была невозможна.
Red Alarm дебютировала в Северной Америке на зимней выставке потребительской электроники 1995 года, а на выставке Electronic Entertainment Expo того же года она была анонсирована в качестве стартовой игры для Virtual Boy. Позже в том же году Red Alarm и несколько других игр были выпущены вместе с приставкой, которая дебютировала 21 июля в Японии и 14 августа в США.

## Приём и наследие
| Иноязычные издания | Иноязычные издания |
| Издание            | Оценка             |
| ------------------ | ------------------ |
| AllGame            | [ 14 ]             |
| EGM                | 7,5/6/7,5/6        |
| Famitsu            | 8/5/7/6            |
| GameFan            | 90/100, 95/100     |
| GamePro            | 4/5                |
| Next Generation    | [ 19 ]             |
| Total!             | 67 %               |

В рецензии для Weekly Famicom Tsūshin Изабелла Нагано назвала стереоскопическую графику Red Alarm «потрясающей», а Савада Нода рекомендовал игру всем владельцам Virtual Boy. В более негативном обзоре Мидзу Пин из этого издания назвал графику в виде каркасных моделей запутанной и разочаровывающей, и эту критику разделили четыре рецензента из Electronic Gaming Monthly. Обозреватель GamePro под псевдонимом «Slo Mo» также нашёл визуальное оформление запутанным, но посчитал, что игроки смогут к нему приспособиться. Дэннион Карпентер и Эл Мануэль из Electronic Gaming Monthly высоко оценили схему управления игрой, а Эндрю Баран охарактеризовал Red Alarm как «интересную игру для демонстраций».
Рецензент журнала Next Generation увидел в Red Alarm значительные перспективы и посчитал, что её элементы должны были сложиться в «фантастическую игру»; однако рецензент назвал конечный продукт упущенной возможностью. Аналогичным образом, Дэнни Уоллес из Total! написал: «С одной стороны, это довольно впечатляющая космическая трёхмерная стрелялка, с настоящим погружением в виртуальный мир и всеми этими модными приёмами, а с другой стороны, это визуально запутанная, вызывающая головную боль попытка быть тем, кем она явно не является». Однако Дэйв Халверсон из DieHard GameFan назвал Red Alarm «отличным шутером» с превосходной графикой. Соавтор рецензии Николас Баррес назвал игру «шедевром» и счёл её «единственной причиной купить Virtual Boy».
В ретроспективном обзоре на телепрограмме Good Game корпорации Australian Broadcasting Corporation игра Red Alarm была названа одной из самых впечатляющих игр для Virtual Boy благодаря трехмерной графике. Передача назвала её одной из самых занимательных игр на приставке. В 2008 году Колан из IGN назвал её «действительно компетентным шутером» с сильной графикой и игровым процессом. В следующем году Дэмиен МакФерран из Retro Gamer назвал Red Alarm «довольно забавной игрой», хотя и уступающей Star Fox. Крис Колер из Wired позже высказал мнение, что игра «вроде как неудачная».